# Générateur d'aérosols
Pour les articles homonymes, voir spray (homonymie), bombe et aérosol.
 (avril 2019).
Si vous disposez d'ouvrages ou d'articles de référence ou si vous connaissez des sites web de qualité traitant du thème abordé ici, merci de compléter l'article en donnant les références utiles à sa vérifiabilité et en les liant à la section « Notes et références ».
Le générateur d’aérosols est une forme d’emballage spécifique non réemployable. C’est un récipient contenant un gaz comprimé, liquéfié ou dissous, sous pression, qui permet la sortie d’un produit sous formes solides ou liquides. Ses conceptions et ses performances sont multiples. Il est le plus souvent métallique, en acier ou en aluminium et plus rarement en verre et en plastique. À tort et par raccourci, le générateur d’aérosols est aussi appelé « bombe ».

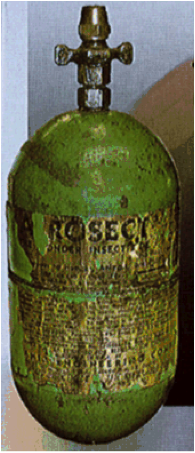
Contenant d'insecticide datant des années 1950. Ce contenant, utilisé par l'armée américaine, fait penser à une bombe. Le mauvais usage du terme « bombe aérosol » au lieu de générateur d'aérosols viendrait de cet objet.

## Historique
Le phénomène d'aérosol a été découvert par l’Allemand August Schmauß (1877-1954) en 1920.
En 1927, un inventeur chimiste norvégien, Erik Rotheim (en) fait breveter l'utilisation d'un récipient sous pression muni d'une valve pour la diffusion d'une grande variété de produits :  il vend son procédé aux Américains en 1931, et il est considéré comme le véritable inventeur de ce dispositif.
Ce principe est mis en application en 1941 aux États-Unis avec le premier insecticide vendu sous la forme d'une petite bonbonne contenant un liquide sous pression et munie d'une valve à vis. Durant la Guerre du Pacifique, les soldats américains l’utilisaient pour se préserver des moustiques. C’est de cette époque que vient l’expression «bombe», à tort employée. Auparavant, on utilisait des pulvérisateurs à pompe, où le liquide insecticide n'était pas stocké sous pression.
Après guerre, à partir de 1948, se développe les générateurs d'aérosols diffuseurs de crème chantilly, de peinture on de «laque coiffante» (en anglais, hair spray).
En France, l’industrie des générateurs d’aérosols date du milieu des années 1950 avec la mise sur le marché notamment d’insecticides, de produits cosmétiques, de parfums, de laques pour cheveux, de désodorisants d’atmosphère, ou encore de produits alimentaires (comme la crème chantilly sous pression) ou de médicaments. L’industrie utilise les générateurs d’aérosols pour des produits techniques élaborés.

## Principe
Le générateur d’aérosols, récipient sous pression, est muni d’une valve et d’un diffuseur (bouton poussoir). Il contient un produit actif, un ou des solvants et un gaz propulseur ou un mélange de gaz propulseurs (gaz liquéfiés ou comprimés).

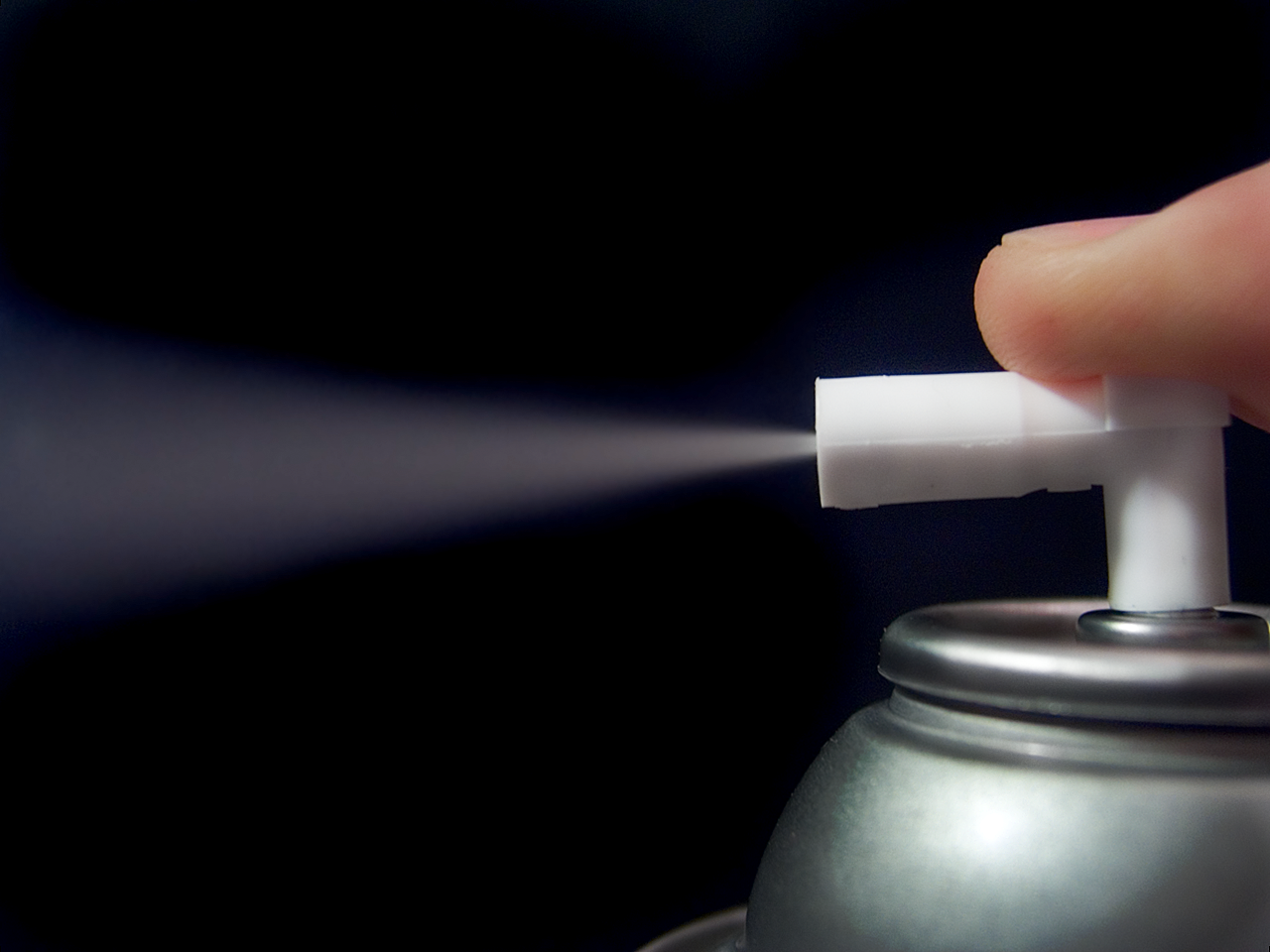
Un spray actionné grâce au pulvérisateur.

C’est en appuyant sur le diffuseur que la valve est actionnée et libère le produit contenu : particules liquides, mousse, poudres.
Il existe des générateurs d’aérosols à mono et à bi compartiments servant à séparer les produits actifs et le gaz propulseur. Pour affiner la diffusion du produit, une buse est ajoutée au bouton poussoir. Un capuchon ou capot, le plus souvent en plastique, sert de protection au diffuseur. Il est nécessaire dans le cadre de la réglementation transport.
Le conditionnement dans les générateurs d’aérosols a permis, notamment, l'apparition de produits qui n'auraient probablement jamais vu le jour. Il s'agit en particulier des laques pour cheveux, des déodorants, des insecticides et des mousses. D'une façon générale, le générateur d’aérosols permet une utilisation rapide, sûre, appropriée, hygiénique et rationnelle de nombreux produits qui sont devenus indispensables dans la maison, dans l'industrie, dans des applications artisanales et même en laboratoire. Le générateur d’aérosols a également pour avantage la finesse de sa diffusion.

## Production

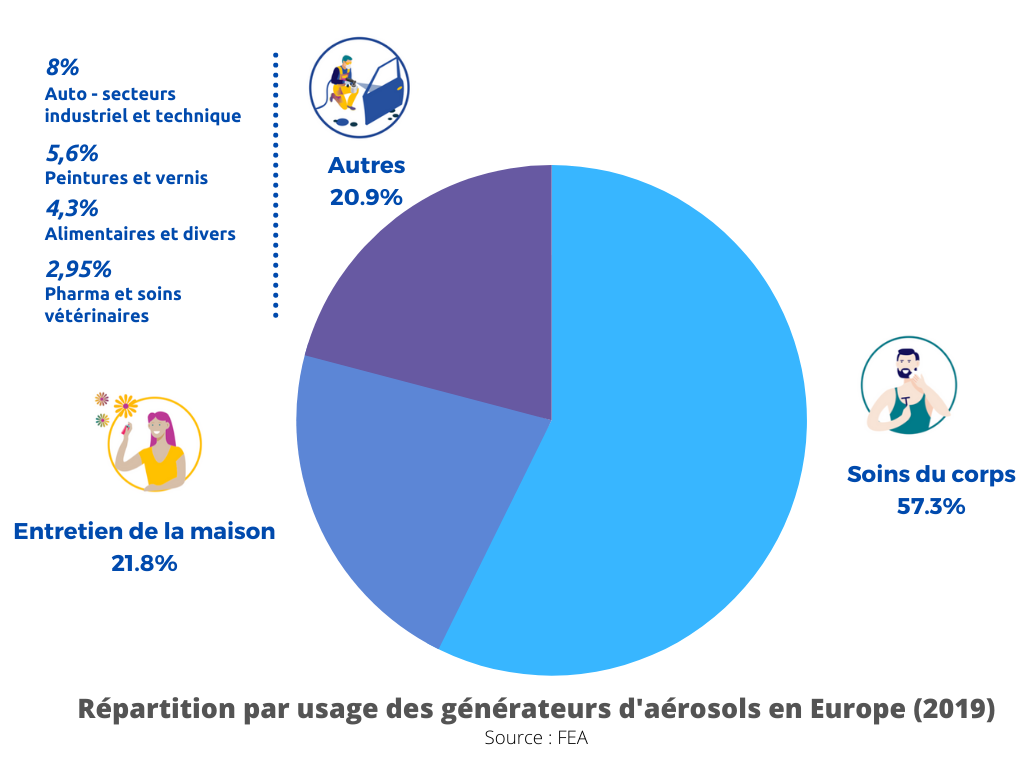
Répartition de la consommation de générateurs d'aérosols, par type d'usage, en Europe (2019)

Quelque 16 milliards d'unités de générateurs d’aérosols sont produites chaque année dans le monde dont 5,4 milliards en Europe. On estime à environ 687,8 millions de générateurs d’aérosols fabriqués par an, en France.
Les générateurs d’aérosols pour la cosmétique et l’entretien de la maison représentent plus de trois quarts de la production européenne.

## Gaz propulseurs
Les technologies utilisées dans les générateurs d’aérosols font appel à du gaz liquéfié (butane propane, diméthyl ether…) ou du gaz comprimé (azote, protoxyde d’azote, dioxyde de carbone...). Ces gaz propulseurs génèrent une pression supérieure à la pression atmosphérique, permettant de restituer le produit actif sous différentes formes : spray, mousse, gel, etc.
Les générateurs d’aérosols utilisant du gaz liquéfié présentent trois strates. En bas, le produit actif, au-dessus le gaz liquéfié et plus haut, le gaz propulseur. La pression sur le diffuseur entraine l’expulsion du gaz propulseur avec le produit. D’autres technologies avec du gaz comprimé non soluble existent et font appel à une valve à poche.
Parmi les gaz liquéfiés : 
- L’isobutane
- Le propane mélangé au butane

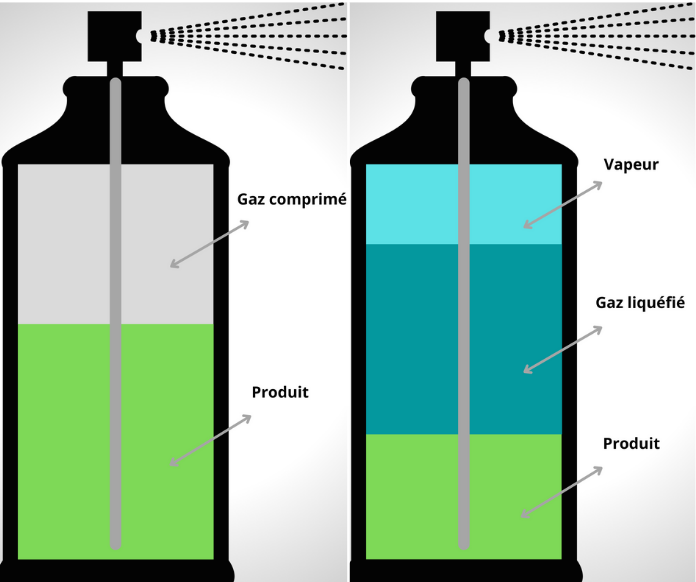
Vues intérieures de deux générateurs d'aérosols. L'un contenant du gaz comprimé, l'autre utilisant du gaz liquéfié.

- Le diméthyl éther (DME) :  propulseur liquéfié inflammable, mais soluble dans l'eau, qui permet d'obtenir des aérosols au danger d'inflammabilité réduit. Il a un très bon pouvoir solvant, ce qui permet son utilisation dans les aérosols de peinture.
- Le R-134a est un hydrogénofluoré ininflammable. Sa molécule ne contient pas de chlore. Il n'a pas d'action sur la couche d'ozone, mais a un fort effet de serre. On parle de l'interdire ou d'en limiter l'usage, bien qu'il soit le dernier propulseur ininflammable encore autorisé. Il est assez cher, ce qui limite son utilisation.

Les gaz fluorés, CFC, HFC, HCFC, sont aujourd’hui interdits. Pendant longtemps, les gaz chlorofluorocarbure (CFC) appelés aussi fréons ont été utilisés comme propulseurs. en raison de leurs propriétés ininflammables, inodores et stables. Cependant les CFC se sont révélés nocifs sur la couche d'ozone, augmentant l’effet de serre. Leur interdiction a été décidée dans 196 pays signataires du Protocole de Montréal (à l'origine 24 pays en 1987). En Europe, depuis le 1er octobre 2000, les CFC ne peuvent plus être mis sur le marché. 

Les générateurs d’aérosols utilisant le gaz comprimé soluble ont deux strates. En bas, le produit à pulvériser, et au-dessus, la phase gazeuse du gaz propulseur. La pression du diffuseur entraine l’expulsion du produit. Les gaz comprimés sont des gaz très stables, qui présentent tous une bonne inertie chimique et sont pratiquement exempts d’odeur. Leur solubilité dans les produits actifs varie avec la nature de ceux-ci.
Parmi les gaz comprimés : 
- L’air (N2 + O2)
- L’azote (N2)
- Le protoxyde d’azote (N2O)
- L’anhydride carbonique (CO2)

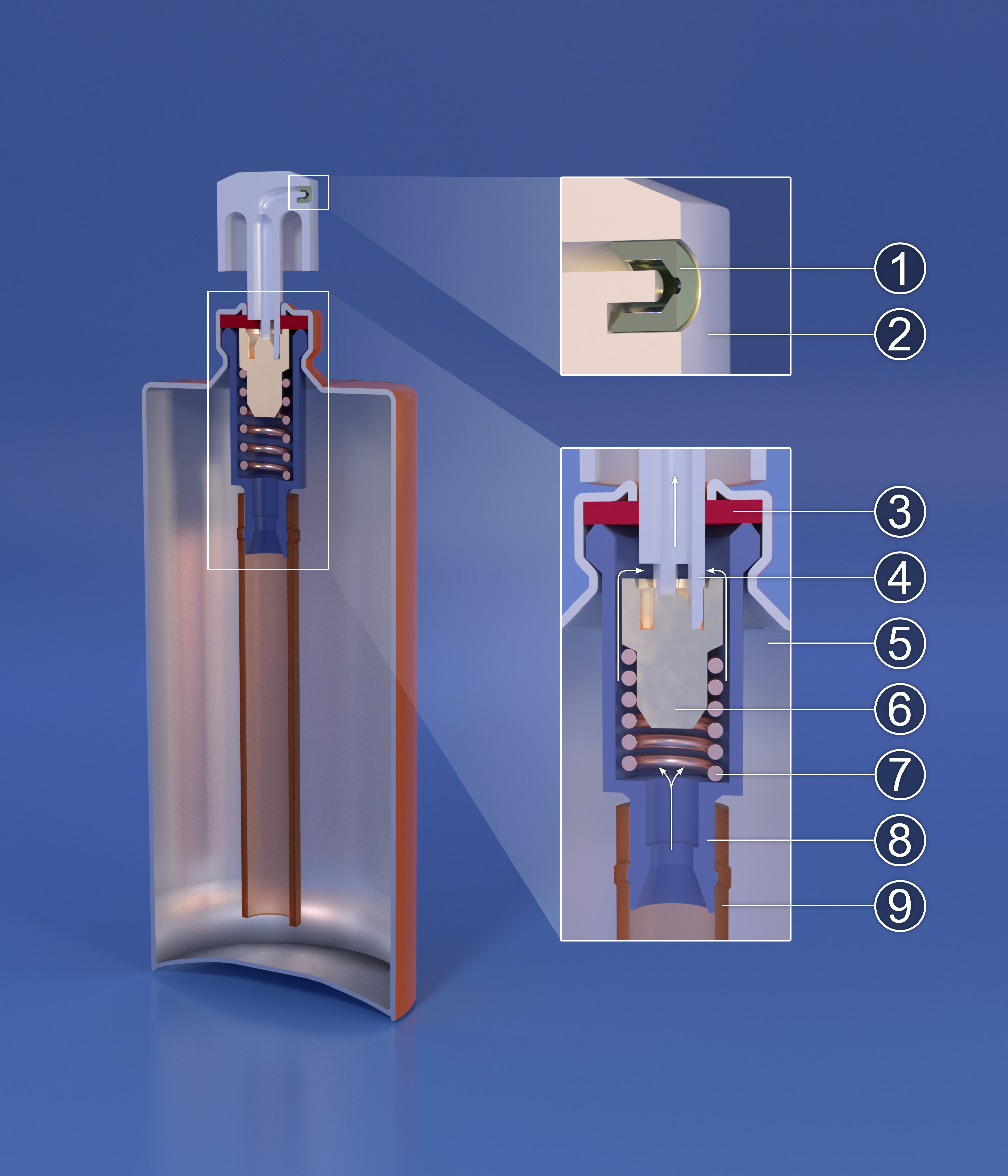
Schéma 3D d'un générateur d'aérosols classique avec une valve « femelle ». La tige et l’actionneur forment une seule pièce, et il n'y a pas d'assise pour la soupape. La partie gauche montre l'ensemble du générateur d'aérosols en position fermée, la partie droite le mécanisme en position ouverte.
1. Buse
2. Actionneur
3. Joint
4. Tige
5. Vanne
6. Assise du ressort
7. Ressort
8. Loge de la vanne
9. Tube plongeant

Les gaz utilisés, hydrocarbures et DME, n'ont aucun effet sur la couche d'ozone.

### Composés organiques volatils
Les générateurs d’aérosols émettent des particules de petite taille. Selon la composition des produits contenus, ils peuvent diffuser des composés organiques volatils (COV). Mais les générateurs d’aérosols ne sont pas la source principale d’émission des COV. Un pays comme la France qui consomme 687 millions de générateurs d’aérosols produit 60 KT de COV par an. Les études ont montré que la part des aérosols dans les émissions totales de COV était de l'ordre de 3 % des émissions anthropogéniques et de 1,3 % si on inclut les émissions naturelles.
Bien que non concernés par les réglementations en vigueur, les fabricants de générateurs d'aérosols se préoccupent de diminuer autant que possible, les émissions de composés organiques volatils (COV) en reformulant certains produits et en utilisant des formules aqueuses.

## Fabrication
Le générateur d’aérosols se présente sous la forme d'un récipient sous pression non réemployable, métallique (acier ou aluminium), en plastique ou en verre, sur lequel est fixée une valve dotée d’un diffuseur et d’un capot protecteur.
En acier, il sera produit par roulage puis soudure du corps avec sertissage des extrémités. En aluminium, il sera filé (choc violent d'un poinçon sur une pastille épaisse) puis équipé d'une tête par sertissage. Pour la commodité d'usage, un diffuseur en plastique injecté sera fixé sur la valve. 
En plus des obligations liées à l'application des réglementations européennes et nationales propres aux produits cosmétiques, d'entretien, insecticides, pharmaceutiques ou alimentaires, les générateurs d’aérosols fabriqués sont conformes à la Directive Européenne de 1975.
A tous les stades, le générateur d’aérosol fait l'objet de multiples contrôles : contrôle de résistance des emballages à la pression, contrôle de sertissage, contrôle de poids jusqu'au contrôle unitaire final réalisé avant sa mise sur le marché. Ce contrôle s’effectue par le passage dans un bain d'eau chaude à 50° C, ou une alternative homologuée, permettant de vérifier la résistance à la pression de chaque boîtier rempli et de contrôler l'étanchéité du générateur d'aérosols.

## Recommandations d'usage
En Europe, depuis 1975, les générateurs d’aérosols sont pour des raisons de sécurité règlementés par la directive européenne 75/324/CEE et ses adaptations, ainsi que par les réglementations transport de tous les modes (terre, air, mer, rail). Les générateurs d’aérosols sont des objets courants sous pression parfaitement sûrs si l’on respecte les précautions de stockage, de manipulation et d’utilisation. Ces consignes figurent sur son étiquetage et/ou sa notice d’instructions. Les pictogrammes, conseils, mentions d’avertissement et de danger sont définis par plusieurs directives européennes. (Directive 94/1/CE) et règlementations mondiales.
Les accidents liés à l'utilisation d'un produit diffusé par un générateur d’aérosols sont rares. Dans la quasi-totalité des cas, ils sont dus à une mauvaise utilisation du produit ou de son emballage.
L’utilisateur doit suivre les conseils de prudence et les recommandations inscrites sur le générateur d’aérosols et/ou son emballage dont : 
- Récipient sous pression : peut éclater sous l’effet de la chaleur.
- Tenir à l’écart de la chaleur, des surfaces chaudes, des étincelles, des flammes nues et de toute source d’inflammation. Ne pas fumer.
- Ne pas perforer, ni bruler, même après usage.
- Protéger du rayonnement solaire. Ne pas exposer à une température supérieure à 50°C / 122°F .
- Tenir hors de portée des enfants.

## Recyclage
Les générateurs d’aérosols métalliques (acier, aluminium) sont entièrement recyclables.
Ils doivent faire l’objet d’un tri sélectif des emballages ménagers (poubelles jaunes…), avec leurs capots ou diffuseurs.
Les aérosols en verre répondent aux mêmes gestes de tri que le verre, tout comme les aérosols en plastique qui doivent être triés avec les matériaux en plastique.
S’ils ont contenu un produit toxique -produit chimique DDS (Déchets diffus spécifiques)- les générateurs d’aérosols doivent être déposés en déchetterie. Ils ne sont en aucun cas des déchets résiduels, sans solutions puisqu’ils seront recyclés en fin de vie, comme tout emballage métallique.
Le générateur d’aérosols en acier ou en aluminium a un cycle de vie complet, à l’infini : trié et recyclé, il donnera naissance à un autre produit en acier ou un aluminium qui sera lui-même recyclé par la suite.
Le recyclage des générateurs d’aérosols permet d’économiser entre 70% et 95% d’énergie dans la production de nouveaux matériaux.

### Cycle de vie du générateur d'aérosols métallique

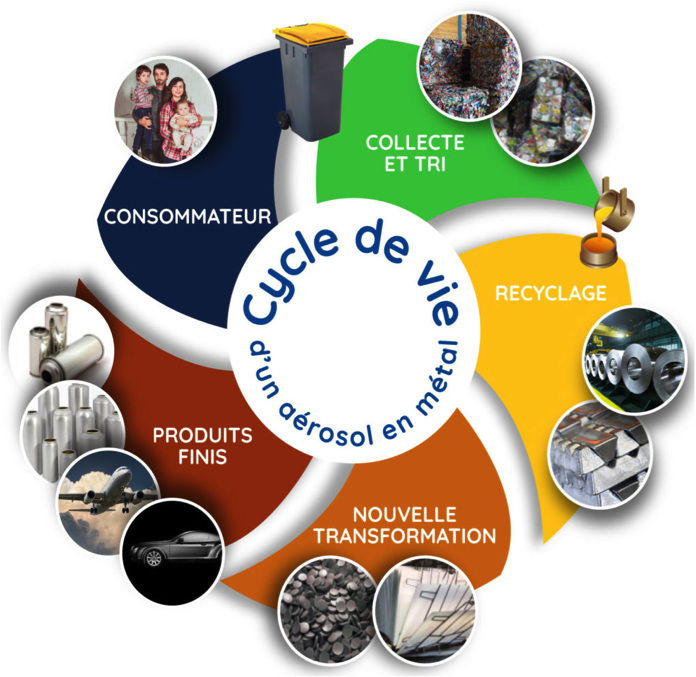
Le générateur d'aérosols en métal se collecte, tri et recycle. Son cycle de vie est a l'infini et fait intervenir plusieurs acteurs.

Les acteurs de cycle de vie du générateur d’aérosols en métal sont : 
- Les consommateurs : Grâce au bon geste de tri du consommateur, le générateur d’aérosols  métallique sera jeté dans les poubelles réservées aux emballages ménagers[10].
- Les prestataires de la collecte et des centres de tri : Déposé dans la poubelle du tri sélectif, le générateur d’aérosols est collecté, avec d’autres emballages usagés, par des prestataires désignés par les collectivités territoriales. Il est apporté dans un centre de tri des emballages ménagers. - Le générateur d’aérosols en acier sera capté dans le flux à trier par une bande magnétique, utilisant ainsi la propriété inhérente à ce matériau.  - Le générateur d’aérosols en aluminium sera éjecté du flux dans un équipement appelé Courant de Foucault.  Ces deux flux ainsi captés seront conditionnés en paquets pour l’acier et en balles (ou laissés en vrac) pour l’aluminium.
- Les producteurs d’acier et d’aluminium : Les paquets et balles seront ensuite livrés dans des sites de recyclage, c’est-à-dire en aciéries pour l’acier, et chez des affineurs pour l’aluminium – afin de participer à la production d’un nouvel acier et d’un nouvel aluminium. - Les générateurs d’aérosols en acier seront fondus en aciéries, et le nouvel acier produit se solidifiera sous forme de brames qui seront laminées pour réduire l’épaisseur de la tôle qui sera ensuite enroulée en bobines. Ces bobines seront ensuite préparées différemment en fonction des marchés de destination (l’automobile, la construction, l’électroménager ou encore l’emballage).  - Les générateurs d’aérosols en aluminium seront fondus puis coulés sous forme de lingots puis de pions par exemple pour le secteur de l’emballage.  - Le verre sera débarrassé de ses impuretés et transformé en calcin (petits morceaux de verre)

## Générateur d’aérosols et street art

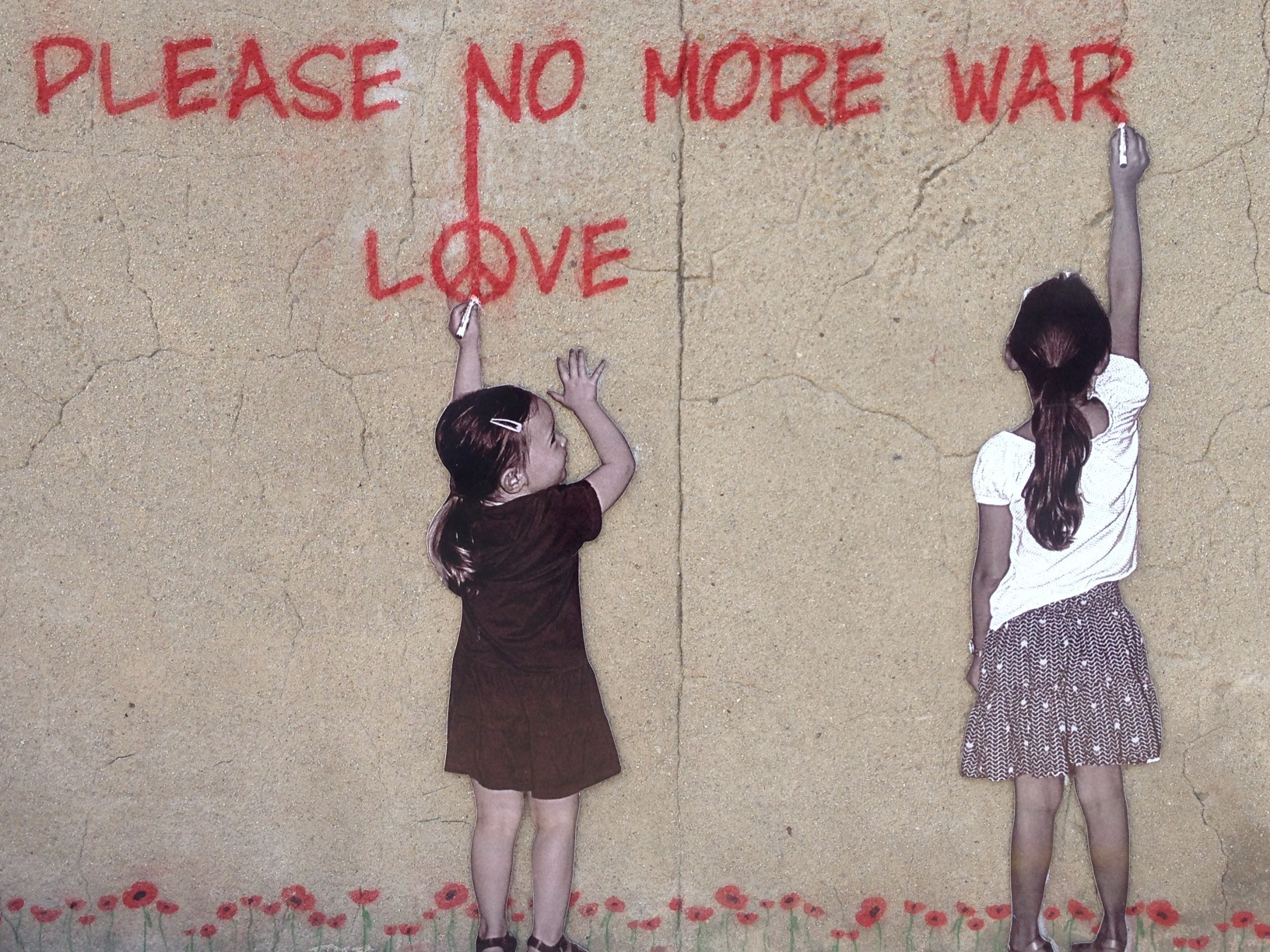
Les street artistes, partout dans le monde, utilisent des générateurs d'aérosols. Leurs diffusions pratiques et précises facilitent leur usage.

Les artistes pratiquant l’art urbain réalisent leurs œuvres notamment à l’aide de générateurs d’aérosols contenant de la peinture. La multitude de teintes et les effets permis par les buses offrent un champ créatif large : graffiti, dessins muraux, fresques….